# Химаван
Химаван (санскр. हिमवान्, букв. ‘снежный’) — бог всех гор в индуизме. Сын Брахмы. Правитель царства Химават, расположенного на севере между Бхарата-варшей и Кимпуруша-варшей. Упоминается в эпосе Махабхарата и в маха-пуранах. Дочерьми Химавана являются Ганга, богиня одноимённой реки, а также Рагини и Парвати, жена Шивы. Его супруга — ведическая богиня Менавати, дочь горы Меру. Священный текст Деви-гита, который находится в последних девяти главах (31-40) седьмой скандхи Девибхагавата Пураны, представляет собой диалог между Парвати и её отцом Химаваном. Он занимается связью с универсальной формой Деви, медитациями на основные тексты Упанишад, аштанга-йогой, йогами Джняны, кармы и бхакти, местами храмов, посвященных Деви, и ритуалами, относящимися к её поклонению. Эта история также упоминается в Брахманда-пуране и Кена-упанишаде.

## Другие варианты имени
- Химават (санскр. हिमवत्, ‘морозный’)
- Химавант (санскр. हिमवन्त, букв. ‘ледяной’)
- Химараджа (санскр. हिमराज, букв. ‘царь снега’)
- Парватешвара (санскр. पर्वतेश्वर, букв. ‘властитель гор’)